# Hans Daubmann
Hans Daubmann (auch Johannes Daubmann, * vor 23. Dezember 1545 in Torgau; † Ende 1573) war ein deutscher Buchdrucker.

## Leben

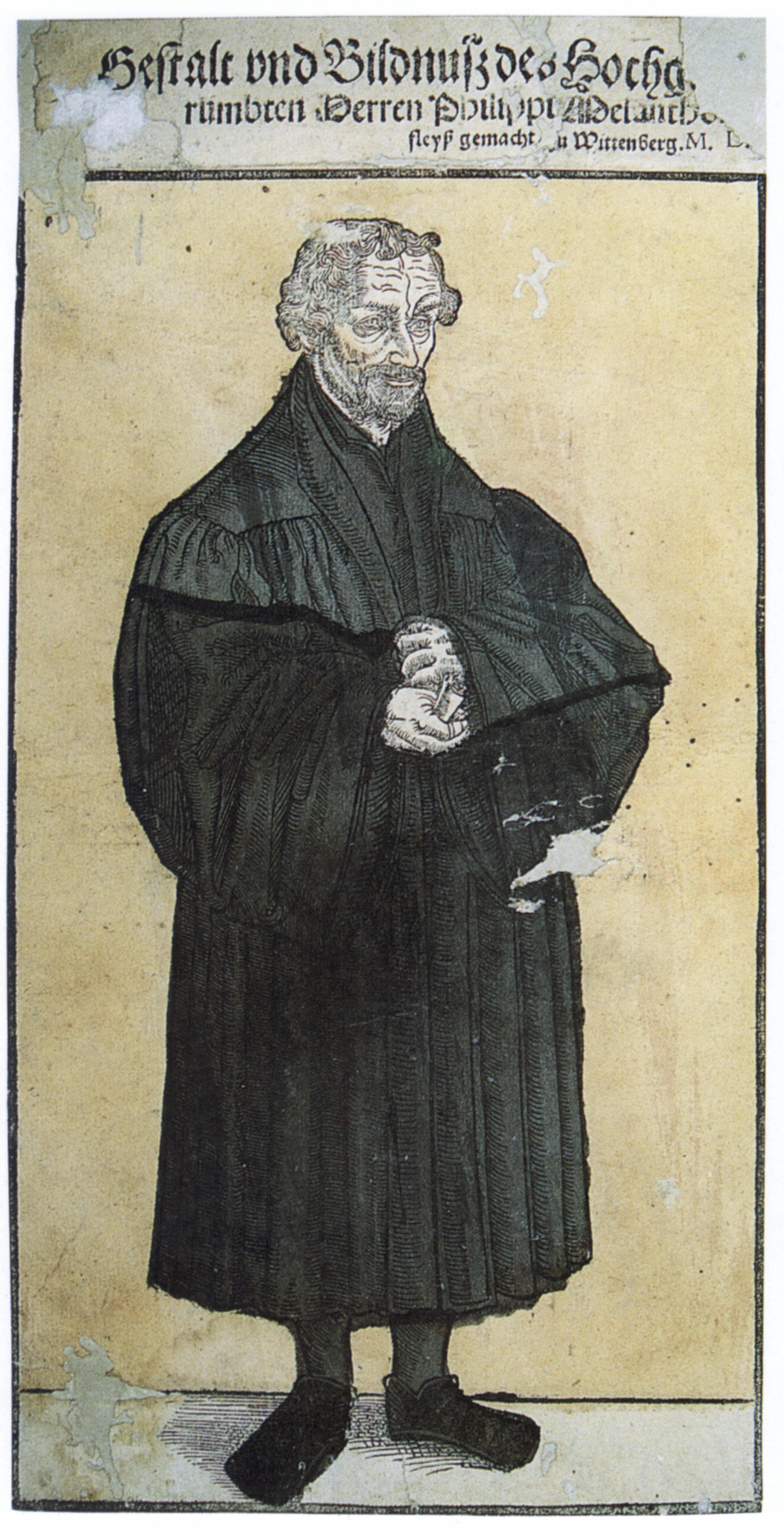
Philipp Melanchthon, Holzschnitt von Hans Daubmann

Der Buchdrucker Johannes Daubmann stammte aus Torgau. Am 23. Dezember 1545 erwarb er in Nürnberg das Bürgerrecht in der Judengasse. Dort betrieb er eine Druckerei; anfangs zusammen mit Wolf Fugger, ab 1551 allein. Am Rathaus betrieb er einen Buchladen. Als Korrektor arbeitete bei ihm der Schwankdichter Michael Lindner.
Wegen Zensurvergehen wurde er wiederholt vom Rat der Stadt gemaßregelt. Nach Herausgabe einer Schrift des Magisters Michael Röting gegen Andreas Osiander – ohne Ratserlaubnis – wurde er 1551 auf kaiserlichen Auftrag in den Turm gesperrt. Im Jahr 1553 kam er wegen Verkaufs von Schmähliedern nochmals in den Turm, es wurden ihm „acht Tage Thurmstrafe mit dem Leib zu verbringen auferlegt“.
Über Vermittlung des Ratsherrn H. Schürstab berief ihn Herzog Albrecht von Preußen im Jahr 1554 nach Königsberg/Preußen, wo er seine Druckerei, die er aus Nürnberg mitbrachte, neu eröffnete. Er erhielt eine jährliche Besoldung von 100 Gulden nebst freier Wohnung.
Im Jahr 1558 wurde er von der Königsberger Universität als akademischer Buchdrucker bestellt. Ihm wurde ein jährliches Deputat von 30 Scheffel Korn zugestanden. Dafür musste er die Intimationen des Rektors und die Bücher und Disputationen der Professoren unentgeltlich drucken. In dieser Zeit erschienen bei Daubmann neben deutschen und lateinischen Werken auch Abel Wills prußische und Bartolomäus Willents litauische Übersetzung von Luthers Kleinem Katechismus und weitere litauische Bücher, wie von Martynas Mažvydas und polnische Schriften.
Etwa 1564 setzte ein langsamer Niedergang seiner Druckerei ein. Er musste von der herzoglichen Rentenkammer ein Darlehen von 400 Gulden aufnehmen. Trotz erneuertem Privilegs musste er gegen Winkeldrucker kämpfen, obwohl diese gegen seine gut eingerichtete Offizin kaum ankamen. Verheiratet war er mit einer Anna Weiß aus Berlin.
Er starb Ende 1573, die Druckerei wurde für seine Erben von Georg Francke verwaltet unter der Firma Johann Daubmanns Erben, später von Bonifacius Daubmann geführt. Dieser verkaufte seinen Anteil an Georg Osterberger, der sie ganz übernahm.